# FC Belize
Der FC Belize (eigentlich Football Club Belize) ist ein belizischer Fußballverein aus Belize City, der größten Stadt des Landes. Seit der Gründung des Vereins spielt dieser in der Belize Premier Football League, der obersten Spielklasse des Landes. Dort konnte er bisher zweimal die Meisterschaft erringen.
Die Heimspiele werden im Stadion MCC Grounds ausgetragen.

## Erfolge
- Belizische Meisterschaft (2): 2006, 2007

## Bekannte (ehemalige) Spieler
- Jerome James
- Albert Thurton
- Deon McCauley
- Carlos Slusher